# Podiceps occipitalis
Lo svasso argentato (Podiceps occipitalis Garnot, 1826) è un uccello della famiglia Podicipedidae, diffuso in Sud America.

## Distribuzione e habitat
La specie è presente in Bolivia, Paraguay, Cile e Argentina, comprese le isole Falkland (o Malvine).

## Tassonomia
Sono note 2 sottospecie:
- Podiceps occipitalis occipitalis Garnot, 1826
- Podiceps occipitalis juninensis von Berlepsch & Stolzmann, 1894